# 159 Aemilia
159 Aemilia eller 1959 EG1 är en asteroid upptäckt 26 januari 1876 av astronomen Paul Henry i Paris. Asteroiden har troligen fått sitt namn efter Via Aemilia, en romersk väg mellan Ariminum (Rimini) och Placentia (Piacenza).
Den tillhör asteroidgruppen Hygiea.
Ockultationer av stjärnor har observerats flera gånger.